# Praravinia densiflora
Praravinia densiflora är en tvåhjärtbladiga växtart som beskrevs av Pieter Willem Korthals. Praravinia densiflora ingår i släktet Praravinia, och familjen Rubiaceae. Inga underarter finns listade i Catalogue of Life.